# Hans Joachim Schellnhuber
Hans Joachim Schellnhuber, né le 7 juin 1950, est un physicien allemand, fondateur du Potsdam-Institut für Klimafolgenforschung en 1991 et président du Conseil sur les changements globaux pour le gouvernement fédéral allemand. Il est également conseiller auprès de différents organismes internationaux, comme la Commission européenne, et du secteur privé.

## Biographie
Schellnhuber a étudié les mathématiques et la physique à l'université de Ratisbonne. Il a obtenu son doctorat en physique théorique en 1980, sa thèse portant sur la structure en bandes des électrons d'un cristal immergé dans un champ magnétique.
Après plusieurs postes à l'étranger, en particulier en Californie, le docteur Schellnhuber est devenu professeur attitré de l'université d'Oldenbourg. En 1989, il est devenu professeur du Centre interdisciplinaire des sciences marines et environnementales (Institute for Chemistry and Biology of the Marine Environment (en)) de cette université, puis directeur du centre.
Hans Joachim Schellnhuber a contribué à la rédaction de l'encyclique Laudato si' du pape François sur la « sauvegarde de la maison commune », dans laquelle il a traité la place des sciences naturelles. Il est membre de l'Académie pontificale des sciences depuis le 17 juin 2015.